# Мартыновка (Ровненский район)
Мартыновка (укр. Мартинівка) — село в Великоомелянской сельской общине Ровненского района Ровненской области Украины.
Население по переписи 2001 года составляло 122 человека. Почтовый индекс — 35364. Телефонный код — 362. Код КОАТУУ — 5624683704.